# Pud Galvin
James Francis Galvin, detto Pud (St. Louis, 25 dicembre 1856 – Pittsburgh, 7 marzo 1902), è stato un giocatore di baseball statunitense di ruolo lanciatore nella Major League Baseball (MLB). È stato introdotto nella National Baseball Hall of Fame nel 1965.

## Carriera
Galvin fu il primo giocatore della storia a raggiungere le 300 vittorie in carriera nel 1888 e le sue 365 sono ancora il quinto risultato di tutti i tempi. Giocò in un'era in cui era comune fare giocare due diversi lanciatori in una partita, finendo la carriera con 6.003 inning lanciati e 646 gare complete, entrambi il secondo risultato di tutti i tempi dietro Cy Young. Al momento del ritiro, Galvin deteneva i primati assoluti in diverse categorie, incluse vittorie, inning lanciate, partite come titolare, game completate e shutout. È l'unico giocatore della storia del baseball ad avere vinto 20 o più partite in dieci diverse stagioni a non avere mai vinto un pennant delle due leghe maggiori.